# Асікаґа Йосімоті
Асікаґа Йосімоті (яп. 足利義持, 12 березня 1386—3 лютого 1428) — 4-й сьоґун сьоґунату Муроматі. Правив з 1394 по 1423 рік. Був сином Асікаґи Йосіміцу, 3-ого сьоґуна сьоґунату Муроматі. 
Малолітній Йосімоті отримав титул сьоґуна від свого батька у 1394 році. Після смерті останнього у 1408 році Йосімоті став повноправним властителем країни.
Правління 4-го сьоґуна позначилося початком розвалу системи, яку вибудував покійний Асікаґа Йосіміцу. На острові Кюсю утворилися фактично незалежний уряд роду Оуті, а у регіоні Канто вся влада належала самодостатньому «сьоґуну-наміснику» кубо. Втім це було продовження проблем, що утворилися ще наприкінці 1390х років, за фактичного урядування Асікаґи Йосіміцу.
Йосімоті політикою цікавився мало, а тому приборкати сепаратистські тенденції в регіонах не зміг. Децентралізації країни також сприяли призначення гомосексуальних коханців сьоґуна на важливі адміністративні посади. Фаворити Йосімоті не займалися адміністративною роботою, а ставилися до земель і підлеглого населення винятково як джерел власного збагачення. Незважаючи на це зумів скористатися боротьбою в клані Оуті, щоб змусити підкоритися Оуті Моріхару. 1416 року допоміг придушити повстання проти канто-кубо Асікаґи Мотіудзі, влада якого виявилися значно послаблена і той став знову залежний від сьоґуна. 1423 року Асікаґа Йосімоті всиновив Мотіудзі.
У 1423 році, Йосімоті передав титул сьоґуна і надламану управлінську систему своєму синові Асіказі Йосікадзу.